# راونا (سیاتل)
راونا (به انگلیسی: Ravenna) یک منطقهٔ مسکونی در ایالات متحده آمریکا است که در سیاتل واقع شده‌است.